# Weißenschirmbach
Weißenschirmbach war eine eigenständige Gemeinde im ehemaligen Landkreis Merseburg-Querfurt und wurde zum 1. Januar 2004 in die Stadt Querfurt eingemeindet.

## Geografie
Weißenschirmbach liegt ungefähr 7 km nördlich von Nebra und 12 km südwestlich von Querfurt. Nördlich der Gemeinde liegt der Ortsteil Gölbitz und nordwestlich das abgelegene Birkenschäferei.

## Geschichte
Nach bisheriger Auffassung wurde Weißenschirmbach um 899 als Scrinbach (Schirmbach) urkundlich (Nr. 138) im Hersfelder Zehntverzeichnis erwähnt, was sich aber nicht ganz sicher bestimmen lässt. Vermutlich ist das hier genannte Scrinbechiu eher (Rothen-)Schirmbach. Dennoch feierte man im Jahr 1999 das 1100-jährige Bestehen von Weißenschirmbach. Die Gründung der Gemeinde wird slawischen Wenden zugeschrieben, die sich zu dieser Zeit nördlich der Saale niederließen.
Die weitere Geschichte ist ab 1793 untrennbar mit der Geschichte des Schlosses Vitzenburg und dessen Besitzern verbunden. Die Zeit der Gutsherrschaft endete erst mit dem Weimarer Republik im Jahr 1918, die Adelsfamilie Münchhausen wurde 1945 im Zuge der Bodenreform in der Sowjetischen Besatzungszone enteignet.
Um das Jahr 1900 umfasste Weißenschirmbach 41 Haushalte, wovon neun von Landwirten geführt wurden. Im Ort befanden sich eine Dorfschule mit zwei Lehrern, zwei Gastwirtschaften und eine Tierarztpraxis. Mehrere Bäcker, Müller, Schmiede, Schneider und Schuhmacher übten ihr Gewerbe aus.
Weißenschirmbach und sein heutiger Gemeindeteil Gölbitz gehörten bis 1815 zum wettinischen, später kursächsischen Amt Freyburg. Durch die Beschlüsse des Wiener Kongresses kamen sie zum Königreich Preußen und wurden 1816 dem neu geschaffenen Kreis Querfurt im Regierungsbezirk Merseburg der preußischen Provinz Sachsen zugeteilt, zu dem sie bis zu seiner Auflösung 1944 gehörten.